# كلفة الكهرباء بحسب مصدر الطاقة المولدة منه
كلفة الكهرباء بحسب مصدر الطاقة المولدة منه (بالإنجليزية: Cost of electricity by source)‏ هي حساب لكلفة توليد الكهرباء عند نقطة توصيل الكهرباء بالشبكة الكهربائية أو إلى الحمل وتقاس بـ وحدة نقدية\كيلووات-ساعي، وذلك ضمن العمر الافتراضي للمنشأة أو التقنية المولدة للكهرباء آخذين بالاعتبار كلا من الكلفة التأسيسية، معدل الخصم، معامل الحمل، بالإضافة إلى كلفة التشغيل والوقود والصيانة. تبرز أهمية حساب قيمة الكلفة لمصادر الطاقة المختلفة في أنها تعطي مرجعية تساعد الباحثين وصانعي القرار على توجيه دفة الاستثمارات في تقنيات الطاقة المختلفة.

## مدخلات التكلفة
عند حساب التكلفة الكلية يجب أن تؤخذ تكاليف الجزئيات المختلفة لعملية توليد الكهرباء من المنشأة المراد تقييمها:
- الكلفة التأسيسية (متضمنةً تكاليف التخلص من النفايات وتكاليف إنهاء الخدمة للمحطات النووية): يظهر الشكل البياني في الأسفل مقارنة للتكاليف التأسيسية لمختلف أنواع محطات الطاقة المنفذة بين عامي 2008 و2012 في الولايات المتحدة الأمريكية.[1]

مخطط صندوق (بوكس وويسكر) للكلفة التأسيسية لتركيب استطاعة 1 كيلواط من الكهرباء (بآلاف الدولارات) لأنواع تقنيات الطاقة المختلفة لعدد من المشاريع المنفذة بين عامي 2008 و2012 في الولايات المتحدة الأمريكية

## عوامل غير مأخوذة بعين الاعتبار
إضافة إلى العوامل المذكورة المقدمة والمتعلقة مباشرة بعملية توليد الكهرباء هنالك مجموعة عوامل أخرى أقل وضوحا غير أنها أيضا مرتبطة بعملية التوليد وتختلف بحسب المنشأة المولدة للكهرباء. هذه العوامل غير متضمَّنة في حساب كلفة التوليد، نذكر منها: تكلفة خطوط نقل الطاقة الطويلة من المنشأة إلى الشبكة الكهربائية، تكلفة الأضرار البيئية الناتجة كإصدارات ال CO2 كما في حالة الفحم الحجري، تكلفة تفكيك المنشأة بعد انتهاء عمرها التشغيلي. لذلك فلا يمكن القول أن الكلفة المحسوبة تغطي كل البنود المالية المتعلقة بالمنشأة، ولكن يمكن أضافة هذه البنود إلى عملية حساب التكلفة بحسب الغرض من الدراسة.
لإظهار أهمية العوامل المذكورة أعلاه في تقييم تقنيات التوليد المختلفة نضرب الأمثلة التالية:
- عند مقارنة دورة حياة انبعاثات غازات الاحتباس الحراري لمصادر الطاقة المختلفة يظر جليا أن الفحم الحجري هو الأسوأ في هذا المجال. لهذا السبب تُصنَّف تقنية توليد الكهرباء من الفحم الحجري مع عزل ثاني أكسيد الكربون على أنها تقنية مختلفة عن توليد الكرباء من الفحم الحجري من دون عزل الكربون.
- يوجد عوامل بيئية أخرى تؤخذ بعين الاعتبار مع توليد الكهرباء، منها المطر الحمضي.
- تعتبر آثار التقنيات المختلفة لتوليد الكهرباء على الصحة العامة كالربو والضبخان من أهم العوامل المؤثرة على اتخاذ قرارات الاستثمار في مصادر الطاقة المختلفة في الدور المتطورة، بسبب أن تكاليف العناية الطبية تُجمع من دافعي الضرائب، فاتخاذ قرارات تؤدي إلى زيادة تكاليف العناية الطبية نتيجة زيادة مصادر التلوث (وبالتالي مصادر الأمراض) يجب أن يدرس بعناية. وتظهر دراسة لكلية الطب في جامعة هارفارد أن توليد الطاقة من الفحم الحجري في الولايات المتحدة يزيد من تكاليف القطاع الصحي مابين 300 و500 مليار دولار أمريكي سنويا.
- بعض محطات التوليد تطلب أعمالاً إضافية لتطوير شبكة النقل الكهربائية مما يزيد من تكلفة إنشاء هذه المحطات ويقلل من ربحيتها.